# Бо (народ Китая)
Бо (кит. 僰人; пиньин: Bó rén) — древний вымерший народ из провинций Юньнань и Сычуань на юго-западе Китая. Они были одним из различных ныне вымерших народов Южного Китая, известных в китайских летописях под общим названием байпу. Они знамениты своими висячими гробами.

## История
Народ бо был родом из юго-восточной части провинции Сычуань. Во времена династии Чжоу их называли Пу (濮) (древнекит. (реконструкция): *pˤok) и упоминали в числе союзников Чжоу против династии Шан. «Пу» или «Сто пу» (百濮) — это обозначение различных народов, живущих в верховьях реки Янцзы, подобно «Сто юэ» на юге Янцзы. В конечном итоге «Сто Пу» было завоевано государством Ба. Династия Цин вторглась в государство Ба в 316 году до нашей эры и вошла в состав его империи.

Крепость Бо Линсяо (凌霄城) на горе Боуаншань в уезде Синвэнь была последним укреплением Китая против монгольского завоевания. Она пала под натиском монголов в 1288 году, более чем через 11 лет после падения династии Сун. В 1573 году уезд Линсяо и уезд Гун были осаждены войсками империи Мин, представители народа бо были истреблены и с тех пор исчезли. Сообщается, что в 2005 году в уезде Синвэнь провинции Сычуань были найдены несколько потомков Бо.

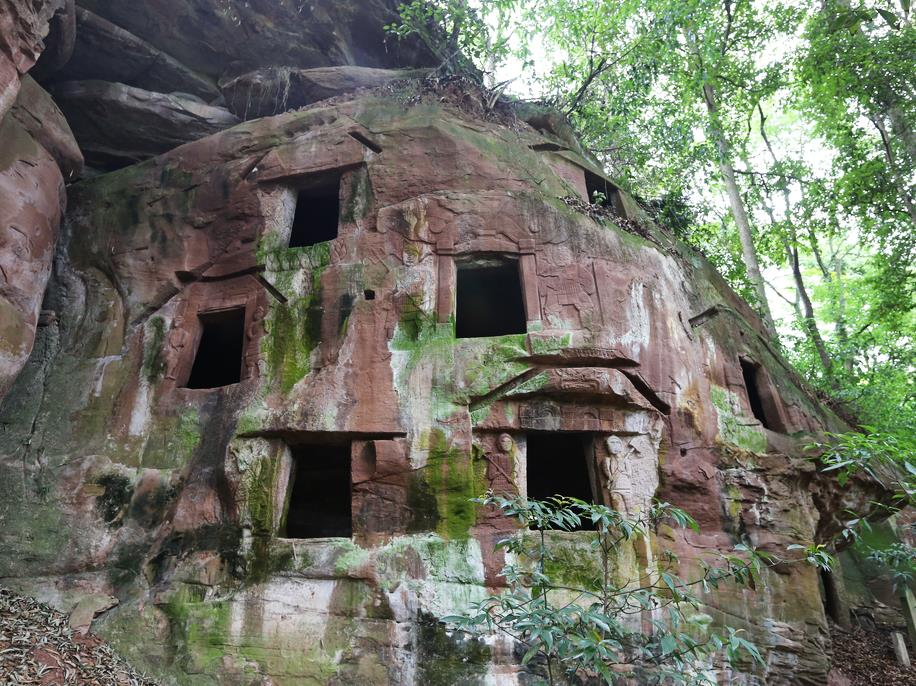
Пещерные гробницы народа бо в Ибинь, провинция Сычуань.

## Культура
Подвесные гробы, вырезанные из цельного бревна, и бронзовые барабаны часто встречаются в районах, где когда-то жили люди Бо.

## Возможные потомки
Народ лачи во Вьетнаме и Китае, возможно, происходит от бо, судя по архаичному экзониму лабо (кит. 喇僰) в китайских записях. Язык лачи относится к кадайской подгруппе тай-кадаской языковой семьи. Сегодня Машины называют себя qu31 te341, где qu31 означает «люди» (от языка прото-кра *khraC1 «люди»).
Племя ку из округа Цюбэй в настоящее время говорит на лолойском языке и до сих пор практикует традицию подвешивания гробов. Согласно их собственным записям, предки народа Ку несколько столетий назад мигрировали из Ибиня, провинция Сычуань, спасаясь от войн.